# توفيق قربان
توفيق داود قربان هو كاتب مهجري هاجر إلى ساو باولو في البرازيل.

## أعماله
- منابت الصهيونية: قصة تاريخية من التوراة لتحليل الغريزة الصهيونية الموروثة من اقدام العصور، 1931
- اللباب والقشور

## وصلات خارجية
- منابت الصهيونية في كتب جوجل